# L’Épine (Hautes-Alpes)
L’Épine ist eine französische Gemeinde im Département Hautes-Alpes in der Region Provence-Alpes-Côte d’Azur. Sie gehört zum Kanton Serres im Arrondissement Gap.

## Geografie
Durch L’Épine fließt der Torrent de Blême, ein Nebenfluss des Buëch. Die Gemeinde liegt im Bereich der Seealpen und grenzt
- im Norden an Valdrôme und La Piarre,
- im Nordosten an Sigottier,
- im Osten an Montclus,
- im Süden an Montjay,
- im Südwesten an Sorbiers,
- im Westen an Ribeyret und Montmorin.

## Bevölkerungsentwicklung
| Jahr      | 1962 | 1968 | 1975 | 1982 | 1990 | 1999 | 2008 | 2012 |
| --------- | ---- | ---- | ---- | ---- | ---- | ---- | ---- | ---- |
| Einwohner | 216  | 182  | 155  | 141  | 148  | 154  | 180  | 185  |